# Башкортостан (історичний)
Башкортоста́н (Башки́рія, Історичний Башкортоста́н, Історична Башки́рія) (башк. Башҡортостан) — історико-географічна область, населена башкирами. Нині на цій території містяться Республіка Башкортостан, Оренбурзька і Челябінська області, східна частина Республіки Татарстан, південно-східна частина Удмуртії, південна частина Пермського краю, південно-західна частина Свердловської, західна частина Курганської, північно-східна частина Самарської, східна частина Саратовської областей.
В історичних, етнографічних, лінгвістичних та інших дослідженнях для позначення території, на якій у різні періоди історії розселялися башкирські племена і башкирський етнос, використовується термін «Історичний Башкортостан» .
Синонімами терміна є раніші варіанти назви території: «Башгурд», «Башгірди», «Башгірд», «Баскардія», «Башгірдія», «Фіяфі Башкирт/Степи Башкирт», «країна Башкир», «країна Бастарків», «Башкирд» , «Башджарди», «Башкирія», «Pascatir», «Bashirdi». Згадка місцевості з назвою «Башгурд» подибується у праці Фазлаллаха Рашид-ад-Діна (XIV сторіччя) «Огуз-наме» . Найширшого застосування отримала слов'янська назва «Башкирія», яка вживається в офіційних документах, історичних працях, літературних творах тощо.
Зокрема, з поняттям «Історичний Башкортостан» співвідноситься поняття «Велика Угорщина» (Major Hungaria, Magna Hungaria) — гіпотетична прабатьківщина угорців, згадувана францисканським ченцем XIII століття Джованні Да Плано Карпіні у звіті про свою подорож. Її пошуками займалися в 1230-ті роки угорські домініканці, найвідоміший із яких Юліан.

## Географічне положення
Географічне положення території припадає на Південний Урал і його околиці. Офіційно зареєстрованих кордонів даної території не відомо. У різних джерелах наводяться різні варіанти опису приблизних кордонів, які змінювалися залежно від розгляданих історичних періодів.
Найраніша інформація про дану територію належить Махмуду Кашгару (Кашгарському), автору «Диван лугат іт-тюрк» (1072—1074), де є схематичний план з нанесеною місцевістю під назвою «Фіяфі Башкирт» або «Степи Башкирт». Схематичний план не дає точного географічного опису, але близькість Каспійського моря і Долини Етілю (Волги) з заходу, Уральських гір із заходу і півночі, долини Іртиша зі сходу дозволяє судити про місце розташування «Степів Башкирт». Ще раніше, у X столітті, Ібн Фадлан згадує країну Аль-Башгірд і перераховує річки, через які переправлялися під час подорожі.
Про основні обриси території історичного Башкортостану говориться і в Чолобитній башкирів Уфимської провінції на ім'я імператриці Росії Анни Іоанівни, датованій 1733 роком і складеній на всебашкирському з'їзді: «А ныне у нас нижайших рабов Вашего Императорского величества земли и воды: а имянно называемую реку Тобул, озеро Чапалай, реку Мияч, которые в Кунгурском уезде… Тако ж Казанской дороги у башкирцов, которые живут по реке Каме…». Своєю землею вони називають також ілецькі родовища солі.
За енциклопедичним словником Брокгауза і Ефрона:
«Башкиры или башкирцы — народ тюркского племени, живут преимущественно на западных склонах и предгорьях Урала и в окрестных равнинах. Но во второй половине XVI стол. им, за небольшими исключениями, принадлежала вся земля между Камой и Волгой до Самары, Оренбурга и Орска (тогда ещё не существовавших), и на восток по Миясу, Исети, Пышме, Тоболу и Иртышу до Оби».
За іншим джерелом, у цей самий період, територія охоплює «...весь лісовий і степовий простір по річках Камі, Білій та по обидва боки верхів'їв Яїка... » .
Використовуючи цілу низку історичних джерел і офіційних документів, у тому числі Книгу Великому Кресленню, сучасні історики описують територію історичної області відносно XVII—XIX ст. у таких межах: 
«..Південна межа Історичного Башкортостану проходила приблизно від пониззя річки Ілек, далі — вгору до середньої течії Яїка, потім по річці Уй до верхів'їв Тоболу. На заході башкирські землі доходили до Волги в районі Саратова і Самари, на північному заході — до гирла річки Кінель, далі йшли середньою течією річки Сок, верхів'ями Кондурча, потім по річці Шешма і до річки Кама. Місцями башкирські землі заходили за Каму. Відомо, наприклад, що на правому березі Ками в районі гирл річок В'ятка, Іж і Очор простягалися частково території башкирів Булярської, Байлярської, Єнейської, Уранської, Гірейської та Гайнинської волостей, ще в другій половині XVIII в. на цих землях існували башкирські аули. На півночі башкирські землі приблизно доходили до гирла річки Силва і середньої течії Чусової, далі на північному сході вони звужувалися до півдня і йшли по північному березі річки Ісеть, від верхів'їв до її впадіння у Тобол ... ».
Пилип Діомідович Нефьодов понад століття тому писав: «...кинемо погляд на минуле Башкирії. Розлогий край, в область якого увійшли нинішні губернії Оренбурзька, Уфимська, половина Самарської і два повіти губерній В'ятської і Пермської, називався — та й тепер називається — по імені народу, що мешкав тут уже з давніх часів; народ цей — башкири...».

## Державна та адміністративно-територіальна підпорядкованість
У процесі формування, розквіту, розпаду держав і поширення впливу цих держав на територію Південного Уралу, Історичний Башкортостан у цілому або його частини у VIII—XXI ст. потрапляли під вплив або входили до складу Волзької Булгарії, Монгольської імперії, Золотої Орди, Ногайської орди, Казанського ханства, Сибірського ханства, Російської імперії, СРСР (адміністративно у складі РРФСР).
Достеменних відомостей про наявність державності в ранній період у башкирів на Південному Уралі немає. Разом з тим, праці Ібн Фадлана, Джованні Да Плано Карпіні , Гійома де Рубрука , а також башкирські шежере і епоси дозволяють судити про існування самостійної форми правління на згаданій території до XIII століття. Щодо цього ж періоду С. І. Руденко , посилаючись на Абу Заїда аль-Балхі , вказує, що західні райони Башкирії були в складі і під владою Булгарської держави. З. І. Єнікеєв з посиланням на Р. Г. Кузеєва  пише, що «... башкири племен буляр (біляр), янай, мін, айлі у своїх шежере записали булгарських ханів Айдара, Саїта, Аміра, Саліма, Ілгама, Габдуллу як своїх правителів... ». Також З. І. Єнікеєв у своїй роботі пише про існування до початку монголо-татарської навали у складі конфедерації тюркомовних держав під назвою Дешт-і-Кипчак, сильної башкирської держави – Табинського ханства. При цьому автор спирається на інше дослідження Р. Г. Кузеєва. Про наявність у 1235—1236 роках у башкирів власного правителя (хана) зазначає у своєму звіті угорський чернець Юліан.
У XIII сторіччі Історичний Башкортостан потрапляє під вплив Монгольської держави. За відомостями одних джерел, наприклад за словами Джованні Да Плано Карпіні та І. С. Руденка, Башкортостан завоювали монголи після падіння Волзької Булгарії. На думку І. С. Руденка, підкорення Булгарського ханства відбулося у 1229 р., а в 1236 р. було «...завойовано всю Башкирію...». За відомостями Л. М. Гумільова, який у свою чергу ймовірно спирається на звіт угорського ченця Юліана, «...монголо-башкирська війна тягнулася 14 років... Башкири неодноразово вигравали битви і, нарешті, уклали договір про дружбу і союз, після чого монголи об'єдналися з башкирами для подальших завоювань...». На його думку, ця подія відбулася в 1220—1223 рр.
На думку З. І. Єнікеєва, обидва твердження не суперечать одне одному. Башкирські племена, опинившись під впливом Волзької Булгарії, змушені була визнати свою залежність після падіння Біляра. Основна частина башкирських племен, яких очолював на той час Муйтен-бій, добровільно увійшла до складу Монгольської держави. Автори «Історії Башкортостану» вважають, що «...приєднання башкирів до держави монголів...» відбулося у проміжку між 1207 і 1208 роками. При цьому «...в акті входження башкирів в імперію монголів мав місце як примус, так і акт визнання...». У зв'язку з цим заслуговує на увагу думка найбільшого історика з питань Золотої Орди Г. О. Федорова-Давидова. Маючи на увазі факт владарювання над башкирами власного хана, він відзначав, що " «монголи у підкорених силою народів ніколи не залишали в живих місцевих правителів. Виняток було зроблено башкирам, бо вони добровільно визнали владу монголів у своїй країні...»". Та обставина, що башкири збереглися як самостійний народ у добу винищення монголами цілих народів, що проживали раніше в сусідстві з башкирами, свідчить про особливі взаємини між завойовниками і корінними жителями Історичного Башкортостану.
Як відомо, у першій половині XIII століття сформувалася самостійна держава Золота Орда, заснована Бату-ханом, у її складі опинилася і територія Історичного Башкортостану. В. Л. Єгоров  у своїй праці «Історична географія Золотої Орди в XIII—XIV ст.» наводить опис території Золотої Орди з покликанням на Аль-Омарі і Рубрука, де Башкирія згадується як область «...описуючи в цілому територію держави, ал-Омарі наводить назви найвідоміших її міст і провінцій. Серед них він називає Хорезм, Сигнак, Сайрам, Яркенд, Дженд, Сарай, Маджар, Азак, Акчакерман, Кафу, Судак, Саксин, Укек, Булгар, Дербент, а також області Сибір та Ібір, Башкирд і Чулиман» (с. 29) і північна межа імперії — « ... як північну границю держави названо м. Булгар і область Башкирд (Башкирія)...» (с. 30).
Так само на арабського історика ал-Омарі покликаються Греков і Якубовський у своїй праці «Золота Орда і її падіння»: «...кордони цієї держави з боку Джейхуна: Хорезм, Саганак, Сайрам, Яркенд, Дженд, Сарай, місто Маджар, Азак, Акча-кермен, Кафа, Судак, Саксин, Укек, Булгар, область Сибір, Ібір, Башкирд і Чулиман ... Місто Баку ... — одне з міст Ширванського краю і поблизу нього "Залізні ворота", які тюрки називають Діміркапу».
Описуючи адміністративно-політичний устрій Золотої орди, автор відзначає: «...у джерелах немає прямих вказівок на місце проходження межі між правим і лівим крилом Золотої Орди. Г. О. Федоров-Давидов піддав критиці думку, що такою межею була Волга. Швидше за все, межа між двома крилами золотоординської держави проходила в районі Яїка (Уралу)...» (с. 160). «...Основою адміністративно-територіального поділу золотоординської держави була улусна система. Сутність її становило право феодалів на отримання від хана певного спадку — улусу, за що власник його брав на себе певні військові та економічні зобов'язання...» (с. 162). За описом розміщення улусів (С.163) можна припустити, що територію Історичного Башкортостану було поділено на дев'ятий та десятий улуси, які простягалися уздовж правого і лівого берегів Яїка. Ймовірно, частина території входила до складу восьмого улусу, особистого домену Батия, який лежав уздовж лівого берега Волги. Відомості з карт, долучених до книжки «Історична географія Золотої Орди в XIII—XIV ст.», дозволяють судити про підлеглість території Історичного Башкортостану улусам Сарай і Шибан.
Аналіз наявних відомостей свідчить про роздрібненість розгляданої території протягом XIII—XIV ст. та її підпорядкованість різним улусам, тобто місцевим правителям. Ймовірно, межі цих улусів не мали чітких обрисів, і можна також припустити проходження границь між улусами по хребту Південного Уралу або руслу річки Біла (Агіделі).
При Бату у складі його власного улусу офіційно утворюється Башкирський юрт на чолі із Мутейн-бієм, що отримав титул верховного бія. Центром улусу ймовірно було місто Башкерті (Башкорт, Башкирд), яке ототожнюється з городищем Уфа II, розташованої в межах сучасної Уфи. Це місто вперше згадується Ібн Хальдуном у XIV столітті, і далі відображається в картографічних роботах західноєвропейських авторів XIV-XVI століть, зокрмеа на карті Герарда Меркатора, де місто Башкерті позначено у гирлі річки Уфи. Від імені хана затверджувалися земельні володіння і зберігалася військова організація, після цих прав та обов'язки башкир, підтверджувалися ханами Золотої Орди. Ярлики (бітич) гарантували збереження вотчинних земель окремих башкирських племен і родів. Башкирський улус охоплював землі від гирла річки Біла до річок Іртиш і Ішим.
Верховному бію підпорядковувалися бії різних башкирських племен. Останні займалися розподілом земель між племенами, збиранням податків із населення, і навіть стежили за виставлянням підлеглими їм нукерами, тисячниками воїнів ординському війську тощо. Муйтен-бій брав участь у походів монголів на Русь. Після смерті Бату 1256 року на чолі улусу призначається син останнього Тукан Тарагай, при якому верховним бієм був Шакумала (Шикмали), син Муйтен-бія, а потім син Шакумали — Буреке (Бузеке). Близько 1258 року Тукана змінив син Менгу-Тимур, а потім онук Тогрул (був сином хана Менгу-Тимура). Бієм при ньому був Жарука, син Буреке. Після страти Тогрила у 1297 року ханом Токтою ймовірно деякий час керував хан через Жаруку, а потім призначив сина Тогрула — Узбека. Коли останній став ханом Золотої орди, то зберіг офіційну владу над улусом, але фактично керував верховний бій Манкот (Мангут), інший син Буреке. Невдовзі відповідно до своєї політики в улусах Орди спадкові правителі були замінені емірами чи біями. Після смерті Бердібека 1374 року відновлюється улус на чолі із Туй-Ходжі огланом, батьком майбутнього хана Тохтамиша, але вже 1376 року гине у війні проти Урус-хана. 
Після розпаду Золотої Орди територія Історичного Башкортостану входила до складу Ногайської орди, Казанського і Сибірського ханств.
У другій половині XVI століття башкири увійшли до складу Московщини.

### Динаміка адміністративно-територіального устрою у складі Московської держави
Після прийняття башкирами російського підданства територію історичного Башкортостану було включено до складу Казанського повіту. З 1586 основна територія краю виділена в Уфимський повіт, північно-східна частина входила до складу Верхотурського повіту, зауральська частина — Тобольського. Управління цими повітами здійснювали Казанський і Сибірський накази, які перебували у Москві. Така система управління збереглася до початку XVIII століття.
На основі першої Петровської реформи адміністративно-територіального устрою Московського царства (1708) утворено 8 величезних губерній. Територію Башкортостану було розділено і підпорядковано Казанській та Сибірській губерніям. За чергової Петровської реформи (1744) утворено Оренбурзьку губернію, яка спочатку складалася з Уфимської, Ісетської, Оренбурзької провінцій, із 1781 — з Оренбурзького, Уфимського, Стерлітамацького, Бірського, Мензелінського, Верхньоуральського, Троїцького , Челябінського, Бугульминського повітів. У 1781 р. Оренбурзьку губернію реорганізовано в Уфимське намісництво, що складалося з Уфимської і Оренбурзької областей. Уфимська область об'єднувала Уфимський, Бірський, Стерлітамацький, Мензелінський, Белебеєвський, Челябінський, Бугульминский, Бугурусланський повіти. У свою чергу Оренбурзька область — Оренбурзький, Верхньоуральський, Бузулуцький, Сергієвський повіти. У 1784 р. у межах Уфимського намісництва утворено Троїцький повіт. У 1796 р. Уфимське намісництво перетворено на Оренбурзьку губернію, що складалася з 10 повітів. При перетворенні з раніших повітів ліквідовано Белебеєвський, Бугурусланський та Сергієвський повіти. У 1804 р. Белебеєвський і Бугурусланський повіти поновлено. Околиці території історичного Башкортостану увійшли до складу Осинського, Пермського, Красноуфимського, Єкатеринбурзького, Шадринського повітів Пермської губернії, Єлабузького, Сарапульского повітів В'ятської губернії, Вольського, Хвалинського, Хотинського повітів Саратовської губернії. У 1851 р. Самарській губернії відійшли території Бугульминського, Бузулуцького, Бугурусланського повітів. У 1865 році Оренбурзька губернія розділилася на Уфимську і Оренбурзьку губернії. До складу Уфммської губернії увійшли Уфимський, Бірський, Белебеєвський, Стерлітамацький, Златоустівський, Мензелінський повіти. До Лютневої революції актом, що регулює правовий статус башкирів у складі Російської імперії, було «Положення про башкирів», ухвалене 14 травня 1863. Після революції починаються процеси формування державних структур автономної республіки.
У 1917, 1942—1945 та на початку 1990-х років були також спроби створення незалежної держави всіх тюркських народів Поволжя і Уралу — Ідель-Уральської Республіки, куди б увійшли і башкирські землі.